# Kvalifikace na Mistrovství Evropy ve fotbale 1964
Kvalifikace na Mistrovství Evropy ve fotbale 1964 probíhala od června 1962 do května 1964. Zúčastnilo se jí 29 fotbalových reprezentací, které se o čtyři místenky na závěrečném turnaji utkaly vyřazovacím systémem doma - venku.

## Předkolo
- Týmy  Sovětský svaz,  Lucembursko a  Rakousko měly volný los
- Dvojzápas  Albánie -  Řecko se nehrál kvůli válečnému konfliktu mezi oběma zeměmi. Albánie postoupila bez boje.

Norsko vs Švédsko
| 21. června 1962 19:15 |       |                    |               |
| Norsko                | 0 – 2 | Švédsko            | Ullevål, Oslo |
|                       |       | Martinsson 9', 40' | Ullevål, Oslo |

| 4. listopadu 1962 13:00 |       |           |                      |
| Švédsko                 | 1 – 1 | Norsko    | Malmö Stadion, Malmö |
| Eriksson 49'            |       | Krogh 60' | Malmö Stadion, Malmö |

 Švédsko vyhrálo celkovým skóre 3:1 a postoupilo do osmifinále.
Dánsko vs Malta
| 28. června 1962 19:00                                        |       |              |                     |
| Dánsko                                                       | 6 – 1 | Malta        | Idrætsparken, Kodaň |
| O. Madsen 9', 14', 49' Clausen 22' Enoksen 70' Bertelsen 80' |       | Theobald 57' | Idrætsparken, Kodaň |

| 8. prosince 1962 14:00 |       |                                              |                          |
| Malta                  | 1 – 3 | Dánsko                                       | Empire Stadium, Valletta |
| Urpani 37'             |       | O. Madsen 13' Christiansen 42' Bertelsen 48' | Empire Stadium, Valletta |

 Dánsko vyhrálo celkovým skóre 9:2 a postoupilo do osmifinále.
Irsko vs Island
| 12. srpna 1962 15:00                    |       |                    |                        |
| Irsko                                   | 4 – 2 | Island             | Dalymount Park, Dublin |
| Tuohy 11' Fogarty 40' Cantwell 65', 76' |       | R.Jónsson 37', 87' | Dalymount Park, Dublin |

| 2. září 1962 16:30 |       |           |                             |
| Island             | 1 – 1 | Irsko     | Laugardalsvöllur, Reykjavík |
| Árnason 59'        |       | Tuohy 37' | Laugardalsvöllur, Reykjavík |

 Irsko vyhrálo celkovým skóre 5:3 a postoupilo do osmifinále.
Anglie vs Francie
| 3. října 1962 19:45 |       |           |                         |
| Anglie              | 1 – 1 | Francie   | Hillsborough, Sheffield |
| Flowers 57' (pen.)  |       | Goujon 8' | Hillsborough, Sheffield |

| 27. února 1963 20:45                        |       |                        |                         |
| Francie                                     | 5 – 2 | Anglie                 | Parc des Princes, Paříž |
| Wisnieski 3', 75' Douis 32' Cossou 43', 82' |       | Smith 57' Tambling 74' | Parc des Princes, Paříž |

 Francie vyhrála celkovým skóre 6:3 a postoupila do osmifinále.
Polsko vs Severní Irsko
| 10. října 1962 15:30 |       |                          |                         |
| Polsko               | 0 – 2 | Severní Irsko            | Stadion Śląski, Chorzów |
|                      |       | Dougan 19' Humphries 54' | Stadion Śląski, Chorzów |

| 28. listopadu 1962 19:45 |       |        |                       |
| Severní Irsko            | 2 – 0 | Polsko | Windsor Park, Belfast |
| Crossan 9' Bingham 64'   |       |        | Windsor Park, Belfast |

 Severní Irsko vyhrálo celkovým skóre 4:0 a postoupilo do osmifinále.
Španělsko vs Rumunsko
| 1. listopadu 1962 20:45                                   |       |          |                                   |
| Španělsko                                                 | 6 – 0 | Rumunsko | Estadio Santiago Bernabéu, Madrid |
| Guillot 7', 20', 70' Veloso 9' Collar 17' Macri 81' (vl.) |       |          | Estadio Santiago Bernabéu, Madrid |

| 25. listopadu 1962 13:00              |       |            |                               |
| Rumunsko                              | 3 – 1 | Španělsko  | Stadionul 23 August, Bukurešť |
| Tataru 2' Manolache 8' Constantin 61' |       | Veloso 65' | Stadionul 23 August, Bukurešť |

 Španělsko vyhrálo celkovým skóre 7:3 a postoupilo do osmifinále.
Jugoslávie vs Belgie
| 4. listopadu 1962 14:15             |       |                         |                       |
| Jugoslávie                          | 3 – 2 | Belgie                  | Stadion JNA, Bělehrad |
| Skoblar 12', 32' (pen.) Vasović 88' |       | Stockman 26' Jurion 58' | Stadion JNA, Bělehrad |

| 31. března 1963 16:00 |       |            |                        |
| Belgie                | 0 – 1 | Jugoslávie | Heysel Stadium, Brusel |
|                       |       | Galić 21'  | Heysel Stadium, Brusel |

 Jugoslávie vyhrála celkovým skóre 4:2 a postoupila do osmifinále.
Bulharsko vs Portugalsko
| 7. listopadu 1962 13:00      |       |             |                                |
| Bulharsko                    | 3 – 1 | Portugalsko | Stadion Vasila Levského, Sofie |
| Asparuchov 65', 72' Diev 77' |       | Eusébio 49' | Stadion Vasila Levského, Sofie |

| 16. prosince 1962 21:00    |       |           |                             |
| Portugalsko                | 3 – 1 | Bulharsko | Estádio do Restelo, Lisabon |
| Hernâni 4', 27' Coluna 54' |       | Iliev 84' | Estádio do Restelo, Lisabon |

Skóre po dvou zápasech bylo 4:4, a tak musel rozhodnout zápas na neutrální půdě.
| 23. ledna 1963 14:30 |       |             |                      |
| Bulharsko            | 1 – 0 | Portugalsko | Stadio Olimpico, Řím |
| Asparuchov 86'       |       |             | Stadio Olimpico, Řím |

 Bulharsko vyhrálo celkovým skóre 5:4 a postoupilo do osmifinále.
Maďarsko vs Wales
| 7. listopadu 1962 14:00        |       |            |                      |
| Maďarsko                       | 3 – 1 | Wales      | Népstadion, Budapešť |
| Albert 6' Tichy 35' Sándor 48' |       | Medwin 18' | Népstadion, Budapešť |

| 20. března 1963 19:15 |       |                  |                      |
| Wales                 | 1 – 1 | Maďarsko         | Ninian Park, Cardiff |
| Jones 23' (pen.)      |       | Tichy 77' (pen.) | Ninian Park, Cardiff |

 Maďarsko vyhrálo celkovým skóre 4:2 a postoupilo do osmifinále.
Nizozemsko vs Švýcarsko
| 11. listopadu 1962 14:30               |       |            |                               |
| Nizozemsko                             | 3 – 1 | Švýcarsko  | Olympijský stadion, Amsterdam |
| van der Linden 11' Swart 75' Groot 76' |       | Hertig 43' | Olympijský stadion, Amsterdam |

| 31. března 1963 15:00 |       |            |                        |
| Švýcarsko             | 1 – 1 | Nizozemsko | Wankdorf Stadion, Bern |
| Allemann 72'          |       | Kruiver 7' | Wankdorf Stadion, Bern |

 Nizozemsko zvítězilo celkovým skóre 4:2 a postoupilo do osmifinále.
NDR vs Československo
| 21. listopadu 1962 14:00       |       |                |                                 |
| NDR                            | 2 – 1 | Československo | Walter-Ulbricht-Stadion, Berlín |
| Erler 60' Liebrecht 80' (pen.) |       | Kučera 90'     | Walter-Ulbricht-Stadion, Berlín |

| 31. března 1963 15:30 |       |              |                           |
| Československo        | 1 – 1 | NDR          | Strahovský stadion, Praha |
| Mašek 66'             |       | P. Ducke 85' | Strahovský stadion, Praha |

 NDR vyhrála celkovým skóre 3:2 a postoupila do osmifinále
Itálie vs Turecko
| 2. prosince 1962 14:30                     |       |         |                          |
| Itálie                                     | 6 – 0 | Turecko | Stadio Comunale, Bologna |
| Rivera 15', 47' Orlando 22', 29', 35', 85' |       |         | Stadio Comunale, Bologna |

| 27. března 1963 13:30 |       |             |                           |
| Turecko               | 0 – 1 | Itálie      | BJK İnönü Stadı, Istanbul |
|                       |       | Sormani 86' | BJK İnönü Stadı, Istanbul |

 Itálie vyhrála celkovým skóre 7:0 a postoupila do osmifinále.

## Osmifinále
Španělsko vs Severní Irsko
| 30. května 1963 |       |               |                                                                   |
| Španělsko       | 1 – 1 | Severní Irsko | Estadio San Mamés, Bilbao diváci: 27,960 rozhodčí: Jonni (Itálie) |
| Amancio 58'     |       | W. Irvine 76' | Estadio San Mamés, Bilbao diváci: 27,960 rozhodčí: Jonni (Itálie) |

| 30. října 1963 |       |           |                                                                         |
| Severní Irsko  | 0 – 1 | Španělsko | Windsor Park, Belfast diváci: 45,809 rozhodčí: van Leeuwen (Nizozemsko) |
|                |       | Gento 66' | Windsor Park, Belfast diváci: 45,809 rozhodčí: van Leeuwen (Nizozemsko) |

 Španělsko vyhrálo celkovým skóre 2:1 a postoupilo do čtvrtfinále.
Jugoslávie vs Švédsko
| 19. června 1963 |       |         |                                                                  |
| Jugoslávie      | 0 – 0 | Švédsko | Stadion JNA, Bělehrad diváci: 45,098 rozhodčí: Kainer (Rakousko) |
|                 |       |         | Stadion JNA, Bělehrad diváci: 45,098 rozhodčí: Kainer (Rakousko) |

| 18. září 1963             |       |                       |                                                               |
| Švédsko                   | 3 – 2 | Jugoslávie            | Malmö Stadion, Malmö diváci: 20,774 rozhodčí: Taylor (Anglie) |
| Persson 31', 60' Bild 72' |       | Zambata 23' Galić 64' | Malmö Stadion, Malmö diváci: 20,774 rozhodčí: Taylor (Anglie) |

 Švédsko vyhrálo celkovým skóre 3:2 a postoupilo do čtvrtfinále.
Dánsko vs Albánie
| 29. června 1963                                        |       |         |                                                                |
| Dánsko                                                 | 4 – 0 | Albánie | Idrætsparken, Kodaň diváci: 26,640 rozhodčí: Boström (Švédsko) |
| Petersen 20' (pen.) Madsen 31' Clausen 40' Enoksen 49' |       |         | Idrætsparken, Kodaň diváci: 26,640 rozhodčí: Boström (Švédsko) |

| 30. října 1963 |       |        |                                                                            |
| Albánie        | 1 – 0 | Dánsko | Stadiumi Qemal Stafa, Tirana diváci: 27,765 rozhodčí: Cassar Naudi (Malta) |
| Pano 3'        |       |        | Stadiumi Qemal Stafa, Tirana diváci: 27,765 rozhodčí: Cassar Naudi (Malta) |

 Dánsko vyhrálo celkovým skóre 4:1 a postoupilo do čtvrtfinále.
Nizozemsko vs Lucembursko
| 11. září 1963 |       |            |                                                                         |
| Lucembursko   | 1 – 1 | Nizozemsko | Olympijský stadion, Amsterdam diváci: 36,523 rozhodčí: Blavier (Belgie) |
| May 33'       |       | Nuninga 5' | Olympijský stadion, Amsterdam diváci: 36,523 rozhodčí: Blavier (Belgie) |

| 30. října 1963 |       |                 |                                                            |
| Nizozemsko     | 1 – 2 | Lucembursko     | De Kuip, Rotterdam diváci: 42,385 rozhodčí: Bois (Francie) |
| Kruiver 35'    |       | Dimmer 20', 68' | De Kuip, Rotterdam diváci: 42,385 rozhodčí: Bois (Francie) |

 Lucembursko vyhrálo celkovým skóre 3:2 a postoupilo do čtvrtfinále.
Rakousko vs Irsko
| 25. září 1963 |       |       |                                                               |
| Rakousko      | 0 – 0 | Irsko | Praterstadion, Vídeň diváci: 26,741 rozhodčí: Gere (Maďarsko) |
|               |       |       | Praterstadion, Vídeň diváci: 26,741 rozhodčí: Gere (Maďarsko) |

| 13. října 1963                       |       |                         |                                                                  |
| Irsko                                | 3 – 2 | Rakousko                | Dalymount Park, Dublin diváci: 39,963 rozhodčí: Poulsen (Dánsko) |
| Cantwell 45', 90' (pen.) Fogarty 64' |       | Koleznik 38' Flögel 83' | Dalymount Park, Dublin diváci: 39,963 rozhodčí: Poulsen (Dánsko) |

 Irsko vyhrálo celkovým skóre 3:2 a postoupilo do čtvrtfinále.
Bulharsko vs Francie
Bulgaria vs France
| 29. září 1963 |       |         |                                                                        |
| Bulharsko     | 1 – 0 | Francie | Stadion Vasila Levského, Sofie diváci: 25,947 rozhodčí: Talu (Turecko) |
| Diev 24'      |       |         | Stadion Vasila Levského, Sofie diváci: 25,947 rozhodčí: Talu (Turecko) |

| 26. října 1963             |       |             |                                                                                |
| Francie                    | 3 – 1 | Bulharsko   | Parc des Princes, Paříž diváci: 32,233 rozhodčí: Ortiz de Mendíbil (Španělsko) |
| Goujon 44', 81' Herbin 78' |       | Jakimov 75' | Parc des Princes, Paříž diváci: 32,233 rozhodčí: Ortiz de Mendíbil (Španělsko) |

 Francie vyhrála celkovým skóre 3:2 a postoupila do čtvrtfinále.
SSSR vs Itálie
| 13. října 1963              |       |        |                                                                     |
| Sovětský svaz               | 2 – 0 | Itálie | Stadion Lužniki, Moskva diváci: 102,358 rozhodčí: Banasiuk (Polsko) |
| Ponědělnik 22' Čislenko 42' |       |        | Stadion Lužniki, Moskva diváci: 102,358 rozhodčí: Banasiuk (Polsko) |

| 10. listopadu 1963 |       |               |                                                                  |
| Itálie             | 1 – 1 | Sovětský svaz | Stadio Olimpico, Řím diváci: 69,567 rozhodčí: Mellet (Švýcarsko) |
| Rivera 89'         |       | Gusarov 33'   | Stadio Olimpico, Řím diváci: 69,567 rozhodčí: Mellet (Švýcarsko) |

 Sovětský svaz vyhrál celkovým skóre 3:1 a postoupil do čtvrtfinále.
NDR vs Maďarsko
| 19. října 1963 |       |                     |                                                                       |
| NDR            | 1 – 2 | Maďarsko            | Walter-Ulbricht-Stadion, Berlín diváci: 33,383 rozhodčí: Bělov (SSSR) |
| Nöldner 51'    |       | Bene 18' Rákosi 88' | Walter-Ulbricht-Stadion, Berlín diváci: 33,383 rozhodčí: Bělov (SSSR) |

| 3. listopadu 1963                      |       |                                 |                                                                        |
| Maďarsko                               | 3 – 3 | NDR                             | Népstadion, Budapešť diváci: 35,382 rozhodčí: Nedelkovski (Jugoslávie) |
| Bene 7' Sándor 17' Solymosi 51' (pen.) |       | Heine 12' R.Ducke 26' Erler 81' | Népstadion, Budapešť diváci: 35,382 rozhodčí: Nedelkovski (Jugoslávie) |

 Maďarsko vyhrálo celkovým skóre 5:4 a postoupilo do čtvrtfinále.

## Čtvrtfinále
Lucembursko vs Dánsko
| 4. prosince 1963        |       |                     |                                                                       |
| Lucembursko             | 3 – 3 | Dánsko              | Stade Municipal, Lucemburk diváci: 6,921 rozhodčí: Schwinte (Francie) |
| Pilot 1' Klein 23', 50' |       | Madsen 9', 30', 46' | Stade Municipal, Lucemburk diváci: 6,921 rozhodčí: Schwinte (Francie) |

| 10. prosince 1963 |       |                        |                                                                 |
| Dánsko            | 2 – 2 | Lucembursko            | Idrætsparken, Kodaň diváci: 36,294 rozhodčí: Barberan (Francie) |
| Madsen 16', 70'   |       | Leónard 13' Schmit 84' | Idrætsparken, Kodaň diváci: 36,294 rozhodčí: Barberan (Francie) |

Skóre po dvou zápasech bylo 5:5, a tak musel rozhodnout zápas na neutrální půdě.
| 18. prosince 1963 |       |             |                                                                           |
| Dánsko            | 1 – 0 | Lucembursko | Olympijský stadion, Amsterdam diváci: 5,700 rozhodčí: Roomer (Nizozemsko) |
| Madsen 43'        |       |             | Olympijský stadion, Amsterdam diváci: 5,700 rozhodčí: Roomer (Nizozemsko) |

 Dánsko vyhrálo celkovým skóre 6:5 a postoupilo na závěrečný turnaj.
Španělsko vs Irsko
| 11. března 1964                               |       |            |                                                                                     |
| Španělsko                                     | 5 – 1 | Irsko      | Estadio Ramón Sánchez Pizjuán, Sevilla diváci: 27,137 rozhodčí: Van Nuffel (Belgie) |
| Amancio 12', 29' Fusté 15' Marcelino 33', 88' |       | McEvoy 21' | Estadio Ramón Sánchez Pizjuán, Sevilla diváci: 27,137 rozhodčí: Van Nuffel (Belgie) |

| 8. dubna 1964 |       |                  |                                                                 |
| Irsko         | 0 – 2 | Španělsko        | Dalymount Park, Dublin diváci: 38,027 rozhodčí: Versyp (Belgie) |
|               |       | Zaballa 25', 88' | Dalymount Park, Dublin diváci: 38,027 rozhodčí: Versyp (Belgie) |

 Španělsko vyhrálo celkovým skóre 7:1 a postoupilo na závěrečný turnaj.
Francie vs Maďarsko
| 25. dubna 1964 |       |                           |                                                                   |
| Francie        | 1 – 3 | Maďarsko                  | Stade Olympique, Colombes diváci: 35,274 rozhodčí: Jonni (Itálie) |
| Cossou 73'     |       | Albert 15' Tichy 16', 70' | Stade Olympique, Colombes diváci: 35,274 rozhodčí: Jonni (Itálie) |

| 23. května 1964    |       |           |                                                                 |
| Maďarsko           | 2 – 1 | Francie   | Népstadion, Budapešť diváci: 70,120 rozhodčí: Lo Bello (Itálie) |
| Sipos 24' Bene 55' |       | Combin 2' | Népstadion, Budapešť diváci: 70,120 rozhodčí: Lo Bello (Itálie) |

 Maďarsko vyhrálo celkovým skóre 5:2 a postoupilo na závěrečný turnaj.
Švédsko vs SSSR
| 13. května 1964 |       |               |                                                         |
| Švédsko         | 1 – 1 | Sovětský svaz | Råsunda, Solna diváci: 36,937 rozhodčí: Finney (Anglie) |
| Hamrin 87'      |       | Ivanov 62'    | Råsunda, Solna diváci: 36,937 rozhodčí: Finney (Anglie) |

| 27. května 1964                 |       |            |                                                                   |
| Sovětský svaz                   | 3 – 1 | Švédsko    | Stadion Lužniki, Moskva diváci: 99,609 rozhodčí: Holland (Anglie) |
| Ponědělnik 32', 56' Voronin 83' |       | Hamrin 78' | Stadion Lužniki, Moskva diváci: 99,609 rozhodčí: Holland (Anglie) |

 Sovětský svaz vyhrál celkovým skóre 4:2 a postoupil na závěrečný turnaj.